# 拉馬爾鎮區 (阿肯色州麥迪遜縣)
拉馬爾鎮區（英語：Lamar Township）是位於美國阿肯色州麥迪遜縣的一個行政鎮區。

## 地方資料
根據2010年美國人口普查的數據，拉馬爾鎮區的面積為72.90平方千米，當中陸地面積為72.50平方千米，而水域面積為0.40平方千米。當地共有人口949人，而人口密度為每平方千米13人。